# 宣政
宣政（せんせい）は、南北朝時代の北周において、武帝の治世に使用された元号。578年3月 - 12月。

## 西暦・干支との対照表
| 宣政 | 元年  |
| 西暦 | 578年 |
| 干支 | 戊戌  |